# ييرمولينو (كالوغا)
ييرمولينو (بالروسية: Ермолино) هي مدينة في مقاطعة كالوغا أوبلاست في روسيا. يبلغ عدد سكانها حوالي 9942 نسمة.